# Džihlam
Džihlam (urdsky دریائے جہلم, Daryā-e Jihlam, paňdžábsky دریاۓ جہلم, Daryā-e Jihlam, ਜੇਹਲਮ ਦਰਿਆ, Jehalama dariā, anglicky Jhelum River, hindsky झेलम नदी, Jhelama nadī, ve starověku Hydaspes) je řeka v Indii (stát Džammú a Kašmír) a Pákistánu (Ázád Kašmír a provincie Paňdžáb). Je 810 km dlouhá (podle některých pramenů jen 720 km). Povodí má rozlohu přibližně 55 300 km².

## Průběh toku
Vytéká z ledovce na severních svazích pohoří Pír Pandžál. Je jediným tokem, který odvodňuje vysokohorské Kašmírské údolí, kde protéká městy Anantnág a Šrínagar a jezerem Vular. Tok řeky je na tomto úseku klidný. Za Báramulou vtéká do hluboké soutěsky, kterou proráží Pír Pandžál k západu. Přes Uri a Hatján Bálu se dostává do Pákistánem ovládaného Ázád Kašmíru. V jeho hlavním městě Muzaffarabádu se spojuje s řekou Nílam a pokračuje k jihu podél hranice Ázád Kašmíru s vlastním Pákistánem. U Mírpúru napájí velkou přehradní nádrž Mangla. Zde opouští Himálaj a rozlévá se do paňdžábské části Indoganžské roviny. Protéká stejnojmenným městem Džihlam, teče k jihozápadu a nakonec se u Athara Hazárí spojuje s Čanábem.

## Vodní stav
Průměrný průtok vody činí 895 m³/s. V době monzunu dosahuje až 20 000 m³/s 

## Využití
Na řece je možná vodní doprava na dvou oddělených úsecích, na horním toku v Kašmírské dolině a také v Indoganžské rovině. Řeka napájí rozsáhlou síť zavlažovacích kanálů. Leží na ní města Šrínagar, Dželam, Bhera, Chušab.

## Historie
Během tažení Alexandra Velikého do Indie došlo na řece k bitvě mezi ním a vojskem krále Póra.